# Karnobat
Karnobat (bułg. Карнобат) – miasto w Bułgarii; 19 224 mieszkańców (2006). Siedziba gminy Karnobat.